# مركز فينيكس التجاري (هامبورغ)
مركز فينيكس التجاري (بالألمانية: Phoenix-Center) هو مركز تسوق في منطقة هاربورغ في ولاية هامبورغ يقع بين شارع مور ومحطة قطارات وحافلات هاربورغ. أُفتتح في الـ29 من سبتمبر عام 2004 ويضم 110 متجرًا على مساحة تبلغ 26500 مترًا مربعًا. بالإضافة إلى ساحة وقوف سيارات تبلغ مساحتها 1600 مترًا تقع تحت الأرض وعلى السطح. كما يتواجد خلف المجمع قناة مائية.

## البنيان
يتكون هيكل مركز التسوق من ثلاثة طوابق، ومخططه الأرضي يشبه متوازي الأضلاع، ويسود شكل المثلث في الداخل من المركز.

## الصور

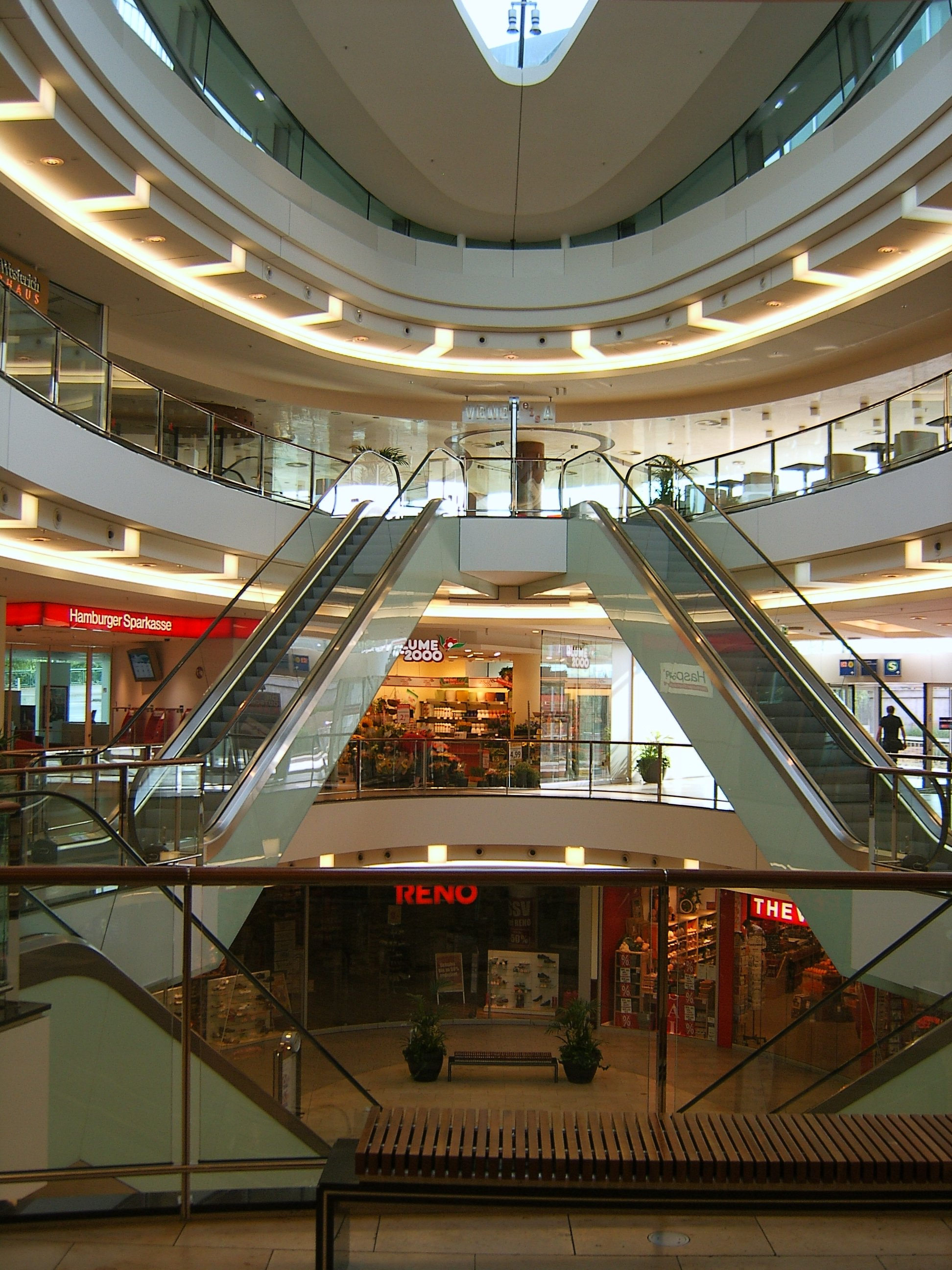
منظر داخلي لمركز فينيكس
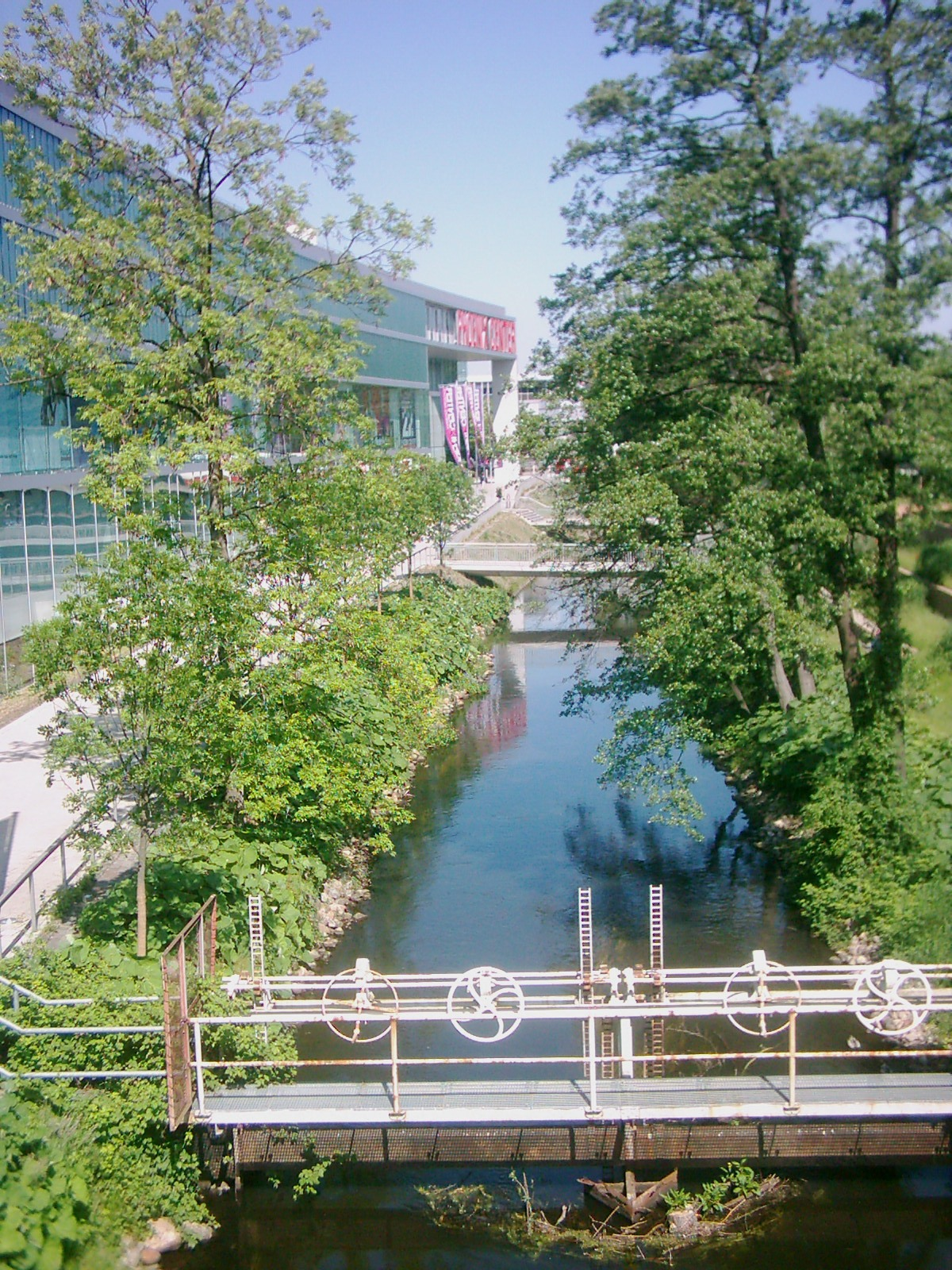
قناة سيفي خلف مركز فينيكس